# Zoo du Belize
Le zoo du Belize, en anglais le Belize Zoo est un parc zoologique du Belize situé à une cinquantaine de kilomètres au sud-ouest de Belize City. Il abrite environ 175 animaux appartenant à 48 espèces, toutes natives du pays.
Le zoo du Belize se concentre sur l'éducation des visiteurs à la faune et à la flore du Belize, en rencontrant les animaux dans leur habitat naturel. L'objectif est de susciter l'appréciation et la fierté, ainsi que le désir de protéger et de conserver les ressources naturelles du Belize.

## Localisation
Il est situé près du village de La Democracia dans le district de Belize, sur la George Price Highway (ancienne Western Highway), au Mile 29. 

## Historique
En 1983, une équipe de tournage, dirigée par le directeur de la photographie Richard Foster (1943-2018, devenu résident du Belize), se rend au Belize pour réaliser un documentaire intitulé Selva Verde (« forêt verte » en espagnol). Sharon Matola accompagne l'équipe en tant qu'assistante et soigneuse d'animaux. À la fin du tournage, les fonds sont épuisés et la question de savoir ce qu'il fallait faire des animaux désormais apprivoisés est débattue. Il était hors de question de les relâcher dans la nature, et l'euthanasie semblait trop extrême. Après le départ de l'équipe de tournage, Matola reste avec les 17 animaux (un ocelot, un puma, un jaguar et plusieurs oiseaux exotiques) et créée un zoo de fortune, en utilisant les enclos des animaux comme objets d'exposition, afin de générer des fonds pour leur prise en charge,.
Il est apparu que les Béliziens connaissaient mal les animaux indigènes du Belize et qu'ils avaient de nombreuses idées fausses et superstitions à leur sujet. Le zoo se concentre donc sur l'éducation des résidents et des visiteurs à la faune et à la flore indigènes du Belize. Après avoir obtenu le soutien de la population locale et des dons locaux et étrangers, le zoo est transféré sur son site actuel de 12 hectares en 1991.
En 2010, le zoo est touché par l'Ouragan Richard (en) qui détruit l'essentiel des structures. Grâce aux dons, le zoo est reconstruit. En 2022, le zoo subit de nouveau des dégâts à la suite du passage de l'ouragan Lisa (en).

## Accueil et animaux
L'environnement naturel du Belize est resté entièrement intact à l'intérieur du zoo. La végétation dense et naturelle n'est séparée que par des sentiers traversant la forêt. Il abrite en 2025 plus de 175 individus de 48 espèces originaires du Belize. Fidèle à son objectif de rapprocher les visiteurs du patrimoine naturel du Belize, le zoo n'héberge que des animaux indigènes. Aucun animal du zoo n'a jamais été prélevé dans la nature. Les pensionnaires du zoo sont soit d'anciens animaux de compagnie, soit des dons au zoo, soit des animaux blessés qui ont été amenés pour être soignés et rééduqués, soit des animaux nés au zoo, soit des animaux envoyés au zoo par un autre établissement zoologique.
Le zoo et le centre d'éducation tropical du Belize accueillent plus de 60 000 visiteurs par an, dont 15 000 sont des étudiants, des enseignants et des parents.
Parmi les résidents, plusieurs animaux sont devenus des célébrités locales.

### Tapir de Baird

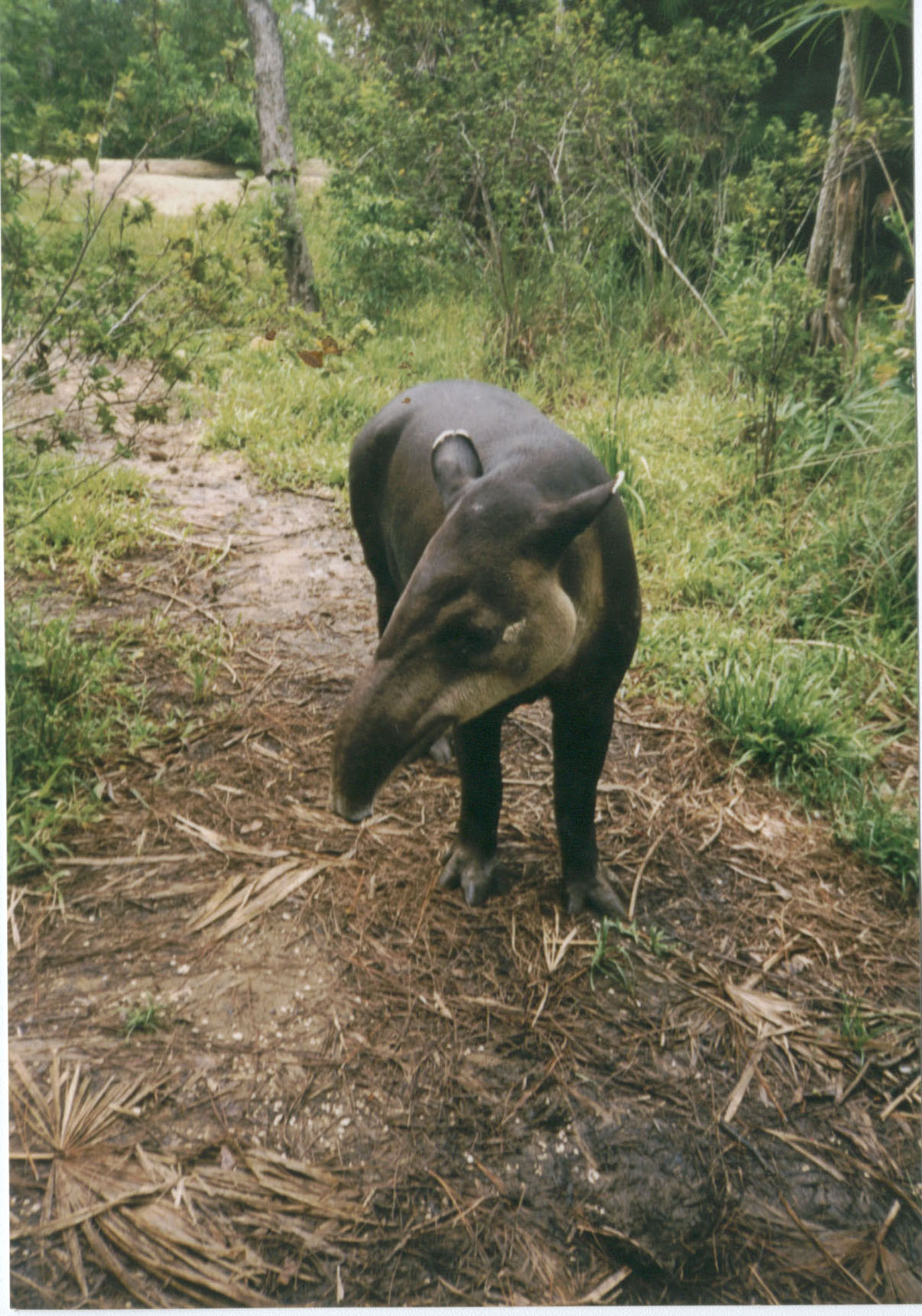
April le tapir en 1984.

April, la femelle Tapir de Baird (Tapirus bairdii) a été recueillie à un très jeune âge, dès la création du parc en 1983. Elle était une vraie célébrité. En effet, le tapir est l'animal national du Belize. Son anniversaire était un véritable évènement lors des dernières années, alors qu'elle était la plus vieille femelle tapir vivant dans un parc zoologique,. Elle est morte à l'âge de 30 ans. Le Zoo du Belize est membre du Tapir Specialist Group de l'UICN.

### Jaguar

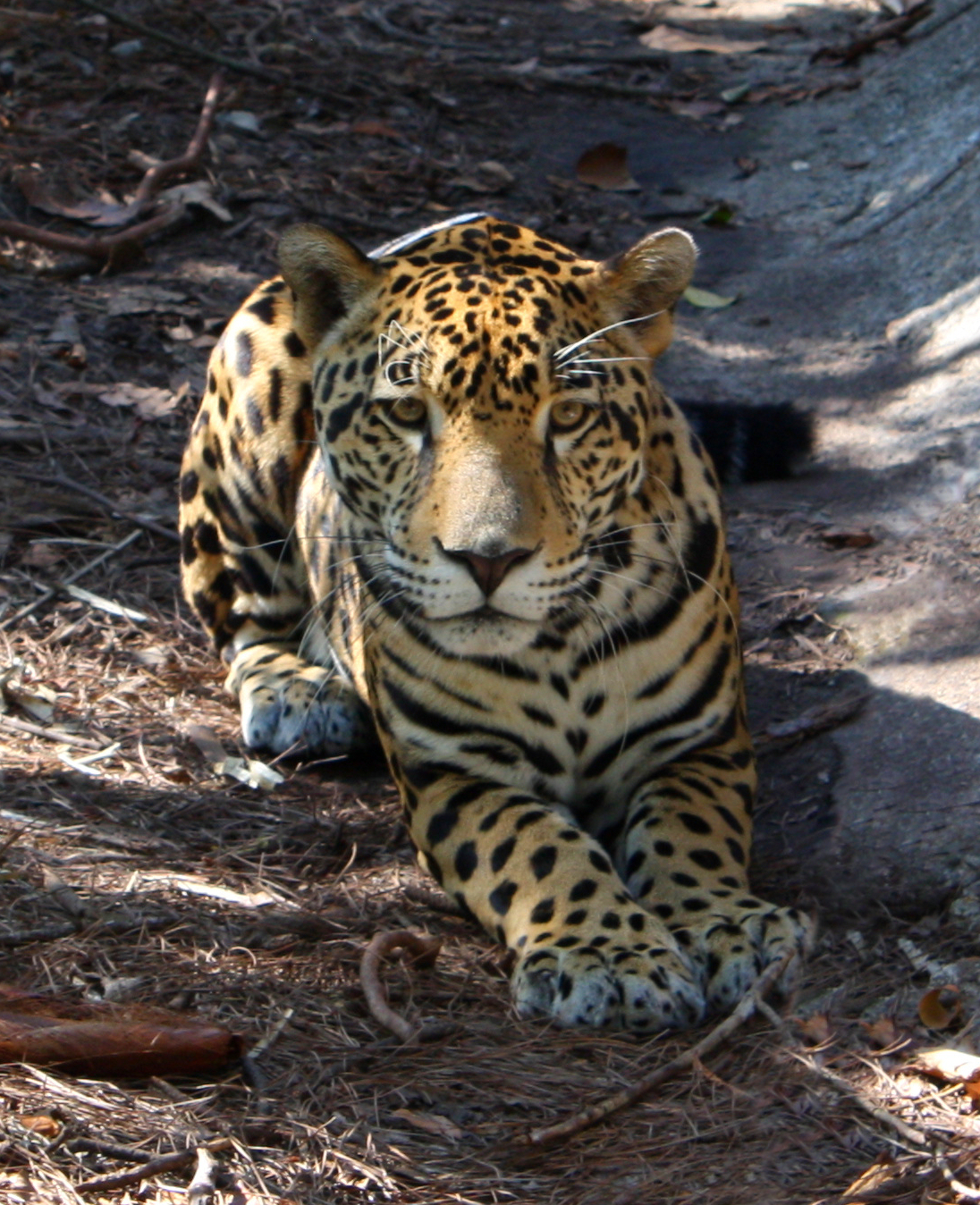
Junior Buddy en 2010.

Junior Buddy est le seul jaguar né au zoo. Rejeté par sa mère à la naissance, il a été élevé à la main et sert d'ambassadeur pour son espèce face aux enfants et autres visiteurs du zoo pour les sensibiliser à la cohabitation entre le prédateur et les humains,. Un livre pour enfants retraçant sa vie est sorti en 2010 aux éditions Scholastic. Il est mort en décembre 2019 à l'âge de 12 ans.

## Récompense
En 2009, le zoo reçoit le « Prix de l'éducation de l'année » lors du 9e prix national du tourisme de l'Office du tourisme du Belize.